# Ectrepesthoneura montana
Ectrepesthoneura montana är en tvåvingeart som beskrevs av Zaitzev 1984. Ectrepesthoneura montana ingår i släktet Ectrepesthoneura och familjen svampmyggor. Inga underarter finns listade i Catalogue of Life.